# Епархия Алессандрии
Епархия Алессандрии (делла Палья) (лат. Dioecesis Alexandrina Statiellorum) — епархия Римско-католической церкви с центром в городе Алессандрия, Италия. Епархия Алессандрии входит в митрополию Верчелли.

## История
Епархия Алессандрии учреждена в 1175 году. В 1213 году упразднена, восстановлена 15 апреля 1405 года.

## Ординарии епархии
- епископ Alessandro d’Angennes (16.03.1818 — 24.02.1832), назначен архиепископом Верчелли
- епископ Dionigi Andrea Pasio (15.04.1833 — † 26.11.1854)
  - Sede Vacante (1854—1867)
- епископ Giacomo Antonio Colli (27.03.1867 — † 1.11.1872)
- епископ Pietro Giocondo Salvai di Govone (23.12.1872 — † 1.03.1897)
- епископ Giuseppe Capecci, O.S.A. (19.04.1897 — † 16.07.1918)
- епископ Giosuè Signori (23.12.1918 — 21.11.1921), назначен архиепископом Генуи
- епископ Nicola Milone (21.11.1921 — † 11.03.1945)
- епископ Guiseppe Pietro Gagnor, O.P. (30.10.1945 — † 4.11.1964)
- епископ Giuseppe Almici (17.01.1965 — 17.07.1980)
- епископ Ferdinando Maggioni (17.07.1980 — 22.04.1989)
- епископ Fernando Charrier (22.04.1989 — 4.04.2007)
- епископ Джузеппе Версальди (4.04.2007 — 21.09.2011), назначен председателем Префектуры экономических дел Святого Престола; с 2012 года — кардинал
- епископ Guido Gallese (с 20.10.2012)